# Pseudogaurax unlineatus
Pseudogaurax unlineatus är en tvåvingeart som beskrevs av Hall 1937. Pseudogaurax unlineatus ingår i släktet Pseudogaurax och familjen fritflugor. Inga underarter finns listade i Catalogue of Life.